# Jaume de Xèrica
Jaume de Xèrica (c. 1238/c. 1255/1255/1260-1285/1288), fou infant d'Aragó per ser fill de Jaume I el Conqueridor i de Teresa Gil de Vidaure així com el primer baró de Xèrica, de Llíria, d'Andilla i d'Altura.

## Orígens familiars
Fill il·legítim -i després legitimat- del rei Jaume I el Conqueridor i de la seva tercera dona Teresa Gil de Vidaure. Era, per tant, germanastre dels infants Pere i Jaume, i de fet va entrar a la línia successòria per darrere seu el 1272. El 1255 el rei donà a Teresa Gil de Vidaure i al seu fill Jaume el castell i la població de Xèrica.

## Biografia

Escut de la Casa de Vidaure, de la que descendia Jaume de Xèrica a través de la seva mare Teresa Gil de Vidaure.

En el testament atorgat a la ciutat de Montpeller el 1272, Jaume I el reconeixia com a fill legítim, ja legitimat pel Papa. Jaume I el Conqueridor li ratificà la vila de Xèrica el 7 d'abril de 1271, amb vincle de feu per als seus fills i els seus descendents mascles legítims. A més, al testament de Jaume I atorgat a Montpeller, l'incloïa entre els possibles hereus de la Corona, però només en cas de mort dels infants Pere, futur Pere III d'Aragó, i Jaume, futur Jaume II de Mallorca i els seus descendents.
El patrimoni rebut dels seus pares incloïa: Xèrica, El Toro, Eslida, Castellmontant, Altura, Móra i Tormón. Més tard va incorporar Xelva per matrimoni. El 1281 era present a les converses del Campillo-Ágreda entre Pere el Gran i Alfons X de Castella, les quals suposaven pactes de matrimonis entre infants per posar pau a les tensions entre Castella i Aragó.
Aquest mateix rei va confiar en ell per defensar la frontera amb Navarra des de la plaça de Bureta (Aragó) davant una possible invasió francesa donat els conflictes iniciats amb aquesta corona per la qüestió siciliana en 1282.
Més endavant Jaume de Xèrica va participar en la Unió de nobles aragonesos que es va aixecar contra el rei en plena Croada contra la Corona d'Aragó. De fet a les Corts de Saragossa de 1283 fou nomenat jutge conservador dels Furs i Privilegis d'Aragó. Un cop mort el seu germanastre, i ja durant el regnat del seu nebot Alfons III d'Aragó, utilitzà la seva influència per a aconseguir que aquest últim jurés els Privilegis de la Unió.
A la seva mort fou sepultat juntament amb la seva mare, el seu germà Pere I d'Ayerbe i la seva dona Elsa Àlvarez d'Asagra al Reial Monestir de Gratia Dei, ja desaparegut. Actualment les seves restes es troben desaparegudes. En canvi, el Monestir de Gratia Dei, encara que canvià de lloc i actualment es troba al municipi de Benaguasil, custodia encara les restes de la seva mare Teresa Gil de Vidaure.

## Matrimoni i descendència
Va contraure matrimoni prop de 1276 amb Elfa Àlvarez d'Azagra (c. 1250-c. 1289), filla d'Alvar Pérez d'Açagra, Senyor d'Albarrasí i de la seva primera dona, Inés de Navarra, filla bastarda de Teobald I de Navarra, que aportà una importat dot al matrimoni, com Xelva. Fruit d'aqueix matrimoni nasqué un fill, que fou l'hereu del títol i els béns de la baronia de Xèrica:
- Jaume II de Xèrica (1276-1321), succeí el seu pare el 1285 com a segon baró de Xèrica i Altura i fou alferes major d'Aragó, casat el 1296 amb Beatriu de Lloria i Lancia, primera senyora de Cocentaina, filla de l'almirall Roger de Llúria i de Margarida Lancia,[6] de la qual tingué sis fills.